# ديفيد بوراس
ديفيد بوراس (11 نوفمبر 1973 في إسبانيا - ) (بالإسبانية: David Porras Navarro)‏ هو مدرب كرة قدم ولاعب كرة قدم إسباني في مركز الوسط. لعب مع نادي ألكويانو ونادي أونتينيينت والنادي الرياضي بدانية ونادي إلدنس.

## وصلات خارجية
- ديفيد بوراس على موقع قاعدة بيانات كرة القدم.إي يو (الإنجليزية)